# Susy Utzinger Stiftung für Tierschutz
Die Susy Utzinger Stiftung für Tierschutz (SUST) ist eine gemeinnützige Schweizer Organisation mit Sitz in Kollbrunn im Kanton Zürich und wurde am 7. September 2000 von Susy Utzinger gegründet. Zweck der Stiftung ist die Verbesserung der Qualität von Tierheimen und Tierschutzprojekten im In- und Ausland, die Verhinderung von Tierquälerei und Vernachlässigung von Tieren sowie die Förderung von Tierschutz auf nationaler und internationaler Ebene.

## Tätigkeitsbereiche
Die SUST baut auf Soforthilfe und auf die vier Pfeiler Tierheimunterstützung, Kastrationsaktionen, Aufklärung der Bevölkerung und Weiterbildung von Fachkräften.

### Soforthilfe
Soforthilfe soll zunächst das Überleben von Tiere in der Schweiz und in anderen Ländern sichern.

#### Soforthilfe Schweiz
- Sozialarbeit für Tiere: Futterlieferungen für Tiere mittelloser Halter, veterinärmedizinische Versorgung[5], Kostenübernahme von Hunde- und Katzenkastrationen, Aufklärung der Tierhalter in Gesprächen und mittels Broschüren.[6]
- Finanzierung des Defizits, das dem Grosstier-Rettungsdienst Schweiz und Liechtenstein (GTRD) durch die Rettung von landwirtschaftlichen Nutztieren entsteht.[7]
- Unterstützung von Wildtierstationen in der Schweiz: Lieferung von Futter und Verbrauchsmaterialien für Igel-, Vogel- und Eichhörnchen-Stationen.[8]
- Rettung von Amphibien: Während der Laichzeit bringen Helfer Kröten und Frösche sicher über Strassen.[9]
- Legehennenaktionen: Bis 2023 vermittelte die Stiftung "ausgediente" Legehennen in ein neues Zuhause, die sonst im Alter von etwa einem Jahr in Grossbetrieben aussortiert und getötet werden.[10]
- Fonds "SaveMyLife": Finanzierung lebenserhaltender Soforthilfemaßnahmen durch einen Tierarzt für verunglückte Fundtiere.[11]

#### Soforthilfe Ausland
- Fachmännische Versorgung und Pflege von verunfallten und kranken Tieren in den vier SUST-Tierwaisen-Hospitäler in Rumänien, Ägypten, Libanon und Peru. Die SUST finanziert Tierarztkosten, Klinik-Einrichtungen, Medikamente, Operationen, Therapien, Futter, Pflege und oft auch den Bau der jeweiligen Klinik.
- Arbeitspferdetage: tierärztliche Behandlung, Huf- und Zahnpflege für Arbeitspferde und Arbeitsesel mittelloser Halter in Rumänien und Ägypten durch SUST-Grosstierärzte und Hufschmiede.
- Unterstützung von Tollwut-Impfaktionen, wie beispielsweise seit 2006 in Ägypten oder seit 2012 in der Demokratischen Republik Kongo.

### Tierheimunterstützung
Die Susy Utzinger Stiftung für Tierschutz unterstützt Tierheime und Tierschutzprojekte im In- und Ausland. Ziel ist eine möglichst artgerechte Unterbringung, veterinärmedizinische Versorgung und die fachgerechte Pflege der Tiere. Im Rahmen von einwöchigen SUST-Arbeitseinsätzen im Ausland evaluieren Tierschutzhelfer-Teams organisatorische und strukturelle Probleme und reorganisieren Abläufe, um eine Optimierung der Tierheime zu erreichen. Sie erledigen anstehende Arbeiten, führen bauliche Veränderungen durch, beauftragen Handwerker und leisten veterinärmedizinische erste Hilfe. Zusätzlich liefert die Stiftung Baumaterialien, Tierheimutensilien und Futter. Über den Online-Tierschutz-Marktplatz der Stiftung können Tieruntensilien und Materialien von Privatpersonen an Tierheime und Tierschutzprojekte gespendet werden.

### Kastrationsaktionen
Grossangelegte Kastrationsaktionen sollen nachhaltig und tiergerecht die Überpopulation von Strassentieren verringern, die häufig unter schwierigen Bedingungen leben,. Dabei arbeitet die Stiftung mit Tierärzten und Tierärztinnen in der Schweiz und im Ausland zusammen und führt regelmässig vor Ort Kastrationseinsätze durch. Die Organisation übernimmt die Kosten für Bestände von Landwirtschaftsbetrieben und verwilderten Gruppen, finanziert Fütterungsstellen und liefert Material für Kastrationsaktionen wie Katzen- und Hundefallen. Auch in den SUST-Tierwaisen-Hospitälern in Rumänien, Ägypten und Peru werden laufend Kastrationen vorgenommen. Plakate, Flugblätter und die Broschüre „Katzenkastration=aktiver Tierschutz“ informieren die Bevölkerung und sensibilisieren für das Thema. Im Jahr 2020 wurden im In- und Ausland 14370 Katzen und Hunde kastriert.

### Aufklärung und Information der Bevölkerung
Mit Medienberichten, Informationskampagnen, Vorträgen, Broschüren und Flyern informiert die Stiftung die Bevölkerung in der Schweiz und in anderen Ländern über aktuelle Themen und Probleme im Tierschutz, wie etwa die Gefahr für Tiere bei Sommerhitze im Fahrzeug. Die kostenlose Informationsreihe „Tierschutz durch richtiges Handeln“ gibt Tierbesitzern Tipps rund um Haltung, Schutz und Pflege ihres Haustiers. Schulbesuche durch eine SUST-Lehrperson, Webinare für Kindergartengruppen und Schulklassen, sowie altersgemässe Büchlein, die in bis zu zehn Sprachen übersetzt werden, sensibilisieren Kinder in der Schweiz und in anderen Ländern für den Tierschutz.

### Aus- und Weiterbildung von Fachkräften
Die SUST-Akademie bietet Kurse zum Umgang und zur Pflege von Tieren sowie zur Führung von Tierheimen und Tierschutzprojekten an. Die Seminare und Vorträge richten sich an Veterinärmediziner, Tierpfleger, Hundetrainer und freiwillige Helfer. Ein Trainee-Programm bereitet junge Schweizer Tierärzte auf Tierschutzeinsätze und Kastrationsaktionen im In- und Ausland vor. Durch die Mitgründung des „Verband Arbeitswelt Tierschutz Schweiz“ setzt sich die Organisation für die Entwicklung einer Berufsprüfung „Fachperson Tierschutz“ ein. Im Ausland fördert die Stiftung in Kooperation mit Partner-Projekten die Weiterbildung von Fachkräften und Tierschützern im Rahmen von Seminaren. SUST-Tierarzt-Trainings zu Populationskontrollen, effektiven Kastrations- und Anästhesietechniken vermitteln in verschiedenen Ländern theoretische Grundlagen und Praxiswissen, wie neue, tierschonende Operationsmethoden.

## Organisation

### Stiftungsrat
Der Stiftungsrat der Susy Utzinger Stiftung für Tierschutz ist das strategische Führungsorgan und nimmt die mittel- und langfristigen Leitungs- und Kontrollfunktionen wahr. Der Präsident führt den Stiftungsrat und leitet die Sitzungen. Präsident des fünfköpfigen Stiftungsrates ist Philippe Sami Kayasseh.

### Geschäftsführung

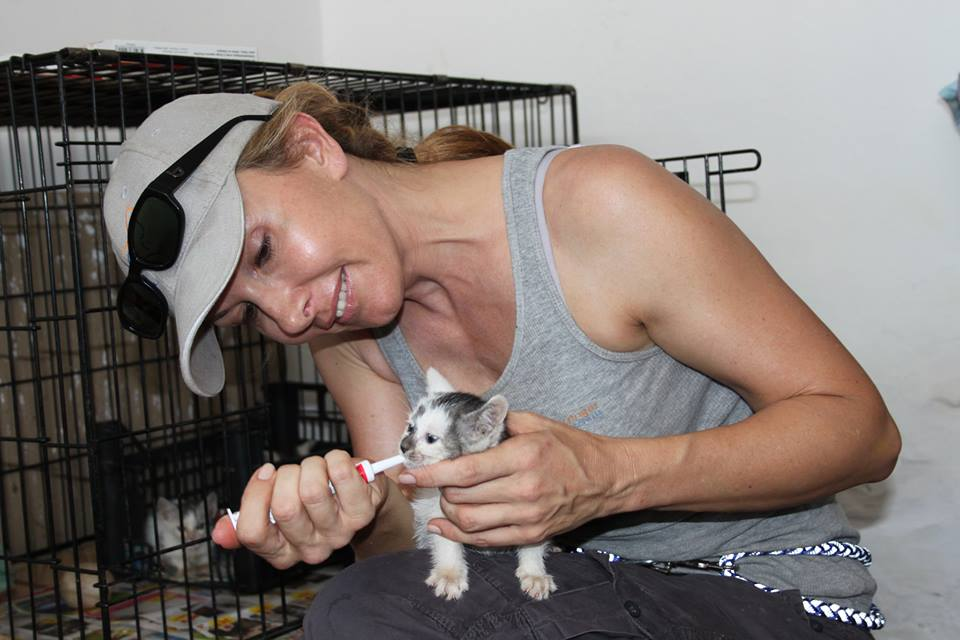
Susy Utzinger

Die Geschäftsführerin Susy Utzinger leitet die Stiftung in Kollbrunn. Sie wird im operativen Geschäft von sieben Teilzeitangestellten unterstützt. Weltweit kooperiert die Stiftung mit zahlreichen Partnerprojekten.

### Stiftungszeitung
Die Stiftungszeitung „animal flash“ berichtet viermal jährlich über die aktuellen Aktivitäten der Stiftung.

## Finanzierung und Unterstützung

### Finanzierung
Die Susy Utzinger Stiftung für Tierschutz finanziert sich ausschliesslich durch Spenden und Legate. 2020 unterstützen 39146 Personen die Stiftung. Die Einnahmen beliefen sich auf rund 3,2 Mio. Schweizer Franken. Die Schweizer Stiftung ist von den Staats- und allgemeinen Gemeindesteuern des Kantons Zürich und von den direkten Bundessteuern befreit und wird von Eidgenössischen Departement des Innern beaufsichtigt. 2018 gingen 36 Prozent der Mittel an Projekte in der Schweiz. 64 Prozent der Einnahmen wurden für Maßnahmen in anderen Ländern verwendet.

### Tierschutz-Helfer
2020 haben sich 244 freiwillige Helfer und Tierärzte bei Arbeitseinsätzen und für Aktionen der Susy Utzinger Stiftung für Tierschutz eingebracht oder die Stiftung beim administrativen Ausbau unterstützt.